# 10491 Chou
10491 Chou este o planetă minoră (asteroid), cu un diametru de 3,444 km, din centura de asteroizi. A fost descoperită pe 27 august 1986 la Observatorul La Silla de Henri Debehogne. 
Obiectul prezintă o orbită caracterizată de o semiaxă mare de 2,317881 UAi, o excentricitate de 0,15, o înclinație de 5,58412 ° în raport cu ecliptica.